# Alcindo Sartori
Alcindo Sartori (Medianeira, 21 de outubro de 1967) é um ex-futebolista brasileiro, que atuava como ponta-direita. Alcindo tem 3 filhos, o atual jogador Igor Sartori, Isabela Sartori e Laura Zorzetto Sartori.

## Carreira
Alcindo começou a jogar no clube da cidade de Cascavel, mas foi revelado nas divisões de base do Flamengo e, como jogador profissional, jogando ao lado de craques como Zico e Júnior.
Apesar de ter sido um atacante veloz, não conseguiu conquistar um lugar no time titular do Flamengo, virando reserva de Bebeto e Renato Gaúcho, durante a conquista do Módulo Verde (Copa União) do Campeonato Brasileiro de Futebol de 1987.
Em 1990, o ponta deixou a Gávea e foi jogar no São Paulo Futebol Clube. Sua carreira no clube, contudo, foi bastante curta, visto que, no ano seguinte, já vestia a camisa do Grêmio Foot-Ball Porto Alegrense.
Após duas temporadas no Grêmio, à convite de Zico, transferiu-se para a recém-criada liga japonesa de futebol, a J-League. Seu clube era o Kashima Antlers, o mesmo de Zico, aonde acabou virando ídolo. Em duas temporadas pelo Kashima, disputou 71 partidas, tendo marcado 50 gols.
Nos três anos em que ficou no Japão, além do Kashima Antlers, também defendeu as cores do Verdy Kawasaki e do Consadole Sapporo. Então, atendendo ao interesse do Corinthians, em 1996, fez suas malas e retornou ao Brasil. Ainda no japão, devido a sua popularidade, foi construída uma estátua em sua homenagem, além disso uma marca de peruca levou seu nome. [carece de fontes?]
Não obteve sucesso no Corinthians, transferindo-se para o Fluminense, em 1997, e logo após, decidiu voltar ao Japão para tornar a jogar pelo Verdy Kawasaki.
No final de sua carreira profissional, atuou pelo Associação Desportiva Cabofriense e pelo CFZ, este último sendo o time criado por Zico.
Alcindo é o autor do primeiro gol da história da Copa do Brasil, assinalado em 1989, quando jogava pelo Flamengo.

## Títulos
Flamengo
- Copa União (Módulo Verde): 1987
- Copa do Brasil: 1990
- Campeonato Carioca: 1986
- Taça Guanabara: 1988, 1989
- Taça Rio: 1986
- Copa do Porto de Hamburgo: 1989
- Copa Kirin: 1988
- Copa Marlboro: 1990
- Torneio Air Gabon: 1987
- Torneio Internacional de Angola: 1987
- Troféu Colombino: 1988
- Troféu Naranja: 1986

Grêmio
- Campeonato Gaúcho: 1993

Kashima Antlers
- Copa Suntory Series: 1993
- Meiers Cup: 1993
- Pepsi Cup: 1993

Tokyo Verdy
- Copa do Imperador: 1996
- Supercopa do Japão: 1995

Corinthians
- Troféu Ramón de Carranza: 1996

Fluminense
- Copa Rio: 1998